# Scando-Slavica
Scando-Slavica е научно списание за славистика и балтийски езици, издавано от Асоциацията на скандинавските слависти (Nordiska slavistförbundet Архив на оригинала от 2016-06-18 в Wayback Machine.).
Текстовете, които се публикуват в Scando-Slavica, се рецензират предварително. Списанието, чиито публикации са на английски, също на руски и немски, включва основно статии върху славянските езици и литератури.
Scando-Slavica се издава от 1954 г. от издателство Taylor & Francis в гр. Абингдън, графство Оксфордшър, Англия.